# Antichrist (phim)
Antichrist là một phim kinh dị, sản xuất năm 2009 do Lars von Trier đạo diễn, dựa trên kịch bản của Anders Thomas Jensen và Lars von Trier. Cốt truyện nói về một cặp vợ chồng, sau cái chết của đứa con, đã rút vào sống trong một nhà nhỏ bằng gỗ trong rừng, nơi họ gặp các biến cố kỳ lạ và đáng sợ.
Chỉ có 2 diễn viên chính đóng phim này - Charlotte Gainsbourg và Willem Dafoe - và theo tin đồn thì phim có nội dung tình dục rõ ràng. Đây là một tác phẩm của điện ảnh Đan Mạch, nhưng cũng có sự hợp tác của các hãng phim từ 5 quốc gia khác.
Phim được chiếu lần đầu tại buổi lễ khai mạc Liên hoan phim Cannes 2009 vào ngày Chủ nhật 17 tháng 5 năm 2009, trước sự hiện diện của khoảng 1.000 quan khách cùng đại diện các hãng truyền thông. Theo dư luận báo chí thì phim đã gây ra hai luồng dư luận trái ngược nhau: một phe ủng hộ, còn phe kia thì lên án, thậm chí có một số khán giả đã bỏ ra về để phản đối. Phim này dự kiến sẽ được công chiếu lần đầu ở Đan Mạch ngày 20.5.2009.

## Diễn viên
- Willem Dafoe
- Charlotte Gainsbourg
- Ngoài ra, Nicole Kidman được đề nghị đóng vai chính, nhưng đã từ chối.[8][không khớp với nguồn]

## Sản xuất
Ban đầu, Antichrist dự kiến được sản xuất trong năm 2005, nhưng chủ nhiệm phim Peter Aalbæk Jensen vô tình tiết lộ ra phần kết có kế hoạch (Trái đất do Satan dựng lên, không phải do Chúa). Lars von Trier giận điên lên và quyết định hoãn việc quay phim để có thể viết lại kịch bản.
Kinh phí làm phim khoảng 11 triệu dollar, trong đó Viện phim Đan Mạch góp 1,5 triệu và Filmstiftung Nordrhein-Westfalen ở Đức góp 1,3 triệu.
Ngoài hãng phim Zentropa của Lars von Trier, còn có sự hợp tác của các hãng khác là Film i Vast của Thụy Điển, Lucky Red của Ý cùng Liberator Productions, Slot Machine & Arte của Pháp. Hãng Zentropa của Trier đã có hợp đồng với các hãng phát hành chính: ACME (Litva), California Filmes (Brasil), Central Partnership (Nga), Estinfilm (Estonia), Gutek Film (Ba Lan), Lucky Red (Ý), Palador Pictures (Ấn Độ), Pars Film (Iran), Pro Film (Bulgaria), Prorom Media-Trade (România) và Seven Films (Hy Lạp).
Phim được quay bằng video kỹ thuật số, chủ yếu dùng các camera Red One.

## Quá trình làm phim
Sau cuộc huấn luyện trong một trại ở Cộng hòa Séc các diễn viên phụ gồm các thú vật được huấn luyện như con hươu (do Fiona đóng), con chồn (Bonifac) và các con quạ (Blue và Không tên) đã cùng diễn xuất với Willem Dafoe và Charlotte Gainsbourg tại địa điểm ‘Eden’ trong một khu rừng gần Köln, Đức.